# Pienice (województwo mazowieckie)

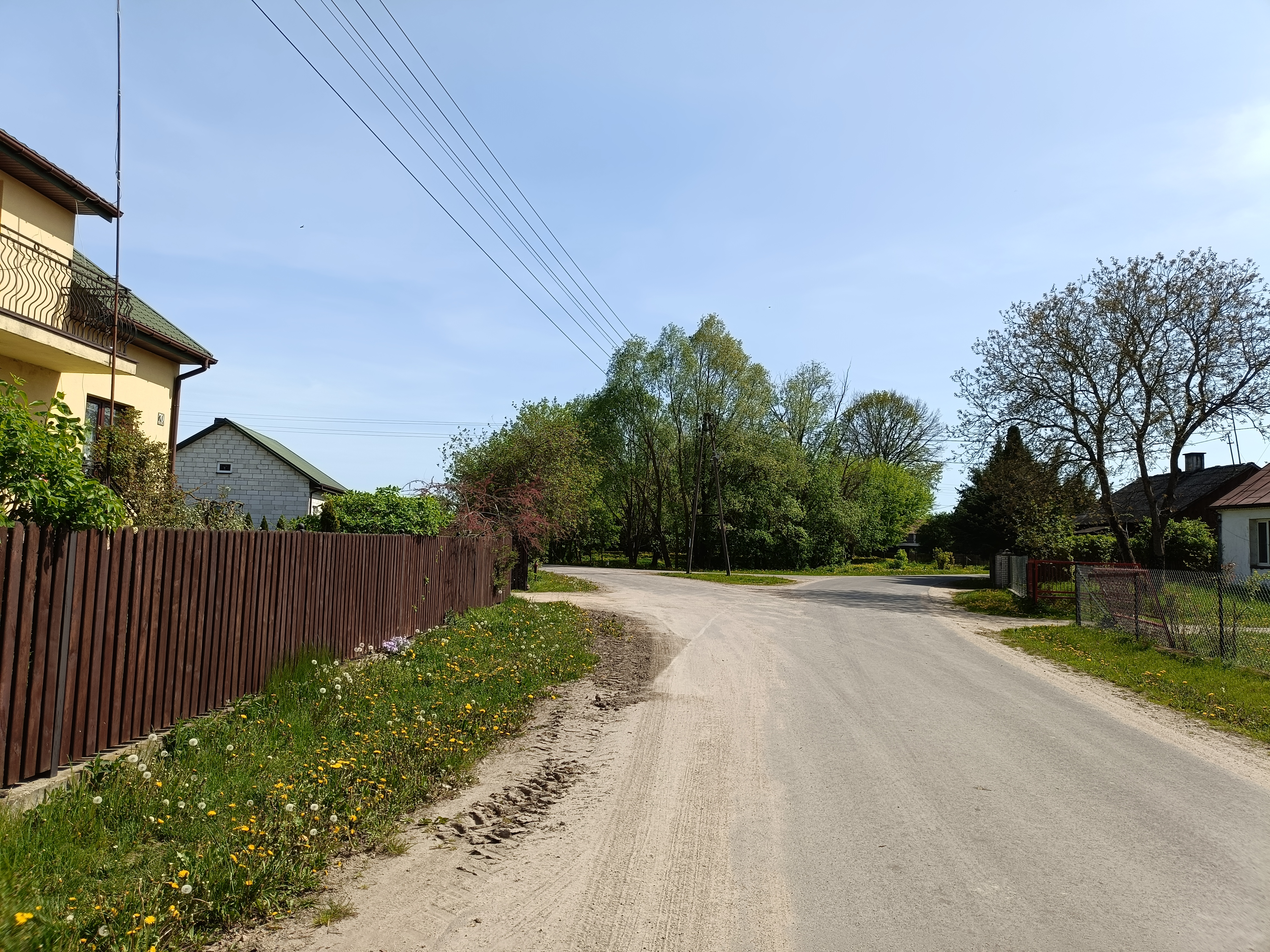
Widok na wioskę

Pienice – wieś sołecka w Polsce położona w województwie mazowieckim, w powiecie makowskim, w gminie Krasnosielc.
W latach 1975–1998 miejscowość administracyjnie należała do województwa ostrołęckiego.
6 września 1939 żołnierze Wehrmachtu po zajęciu wsi zamordowali 11 osób (nazwiska 8 ofiar zdołano ustalić).
Wierni Kościoła rzymskokatolickiego należą do parafii św. Jana Kantego w Krasnosielcu.